# Рунге, Владимир Фёдорович
Влади́мир Фёдорович Ру́нге (род. 24 июня 1937 года) — советский и российский дизайнер, один из основоположников отечественного направления формообразования оптико-механической и оптико-электронной продукции. Кандидат искусствоведения (1982), профессор Гуманитарно-прикладного института МЭИ (ТУ), вице-президент Международной общественной ассоциации «Союз дизайнеров», заслуженный деятель искусств России, лауреат Государственной премии Российской Федерации в области литературы и искусства (дизайн), почётный член Российской академии художеств (2009), действительный член РАЕН.

## Биография
Родился 24 июня 1937 года в Подмосковье.
По окончании оптико-механического техникума с 1958 г. работал на Красногорском заводе в цехе, а затем в КБ, обеспечивающем производство автопилотов для зенитных ракет «Земля-воздух».
Одновременно учился, в 1964 году окончил Всесоюзный заочный машиностроительный институт и Московское государственное художественно-промышленное училище имени С. Г. Строганова.
Профессиональную деятельность в дизайне начал с организации заводской службы дизайна, руководителем которой был до 1987 г. Творческие работы: электронно-микроскопическая аппаратура, любительская и специализированная фото- и кинотехника, выставки завода на ВДНХ, дизайн-концепция фирменного стиля продукции завода, экспозиция Музея трудовой и боевой славы завода и др.
В 1982 году защитил диссертацию на соискание учёной степени кандидата искусствоведения по теме « Особенности художественно-конструкторского формообразования электронно-микроскопической аппаратуры» (специальность 17.00.06 — техническая эстетика).
В 1985—1991 гг. — председатель Художественно-экспертного совета (Совет по дизайну) оптико-механической отрасли: организация системы анализа и отработки дизайна продукции отрасли; научно-проектные многодневные семинары по дизайну.
На Учредительном съезде Союза дизайнеров СССР (1987) был избран секретарём правления Союза как председатель Центральной комиссии по приему в члены СД и руководитель Комиссии по связям с промышленностью; принимал самое активное участие в создании и начале деятельности Союзов дизайнеров в республиках, регионах и городах. С 1992 г. — вице-президент МОА «Союз дизайнеров».

## Научная деятельность
В. Ф. Рунге — автор более 100 практических работ и публикаций. Среди написанных им лично и в соавторстве учебных пособий: «Основы теории и методологии дизайна», «Эргономика в дизайне среды», «История дизайна, науки и техники» в двух книгах и др. Читает курсы лекций в ГПИ МЭИ (ТУ), участвует в работе ГАК (председатель, член комиссии) МАрхИ, МГХПУ им. Строганова и др. вузов..

## Награды
Лауреат Российского национального приза в области дизайна «Виктория» и «Золотой Пушкинской медали» (номинация «Архитектура и дизайн»), награждён медалями ВДНХ СССР, почётным знаком «За заслуги в развитии дизайна», почётным знаком и медалями РАЕН и МАНПО, серебряной медалью Российской академии художеств.

## Научные труды
- Рунге В. Ф., Сеньковский В. В. Основы теории и методологии дизайна. — М.: МЗ Пресс, 2001. — 254 с. — ISBN 5-94073-011-6.
- Рунге В. Ф. Эргономика и оборудование интерьера. Учебное пособие. — М.: Архитектура-С, 2004. — 160 с. — ISBN 5-9647-0011-X.
- Рунге В. Ф. История дизайна, науки и техники. Учебное пособие. Книга 1. — М.: Архитектура-С, 2006. — 368 с. — ISBN 5-9647-0090-X.
- Рунге В. Ф. История дизайна, науки и техники. Учебное пособие. Книга 2. — М.: Архитектура-С, 2007. — 432 с. — ISBN 978-5-9647-0121-7.
- Рунге В. Ф., Манусевич Ю. П. Эргономика в дизайне среды. — М.: Архитектура-С, 2007. — 328 с. — ISBN 5-9647-0026-8.